# The National Health (album)
The National Health è il quarto album del gruppo indie rock britannico Maxïmo Park. È stato pubblicato l'11 giugno 2012 in Gran Bretagna dalla V2 Records. Quest'album è il primo della band in cui compare una traccia che porta lo stesso nome del disco.

## Tracce
1. When I Was Wild – 1:02
2. The National Health – 3:00
3. Hips and Lips – 3:32
4. The Undercurrents – 4:01
5. Write This Down – 3:14
6. Reluctant Love – 3:17
7. Until the Earth Would Open – 3:17
8. Banlieue – 2:51
9. This Is What Becomes of the Brokenhearted – 3:54
10. Wolf Among Men – 2:55
11. Take Me Home – 2:54
12. Unfamiliar Places – 3:49
13. Waves of Fear – 2:41

## Formazione
- Paul Smith – voce
- Tom English – batteria
- Duncan Lloyd – chitarra, seconda voce
- Archis Tiku – basso
- Lukas Wooller – tastiere

### Altri componenti
- Beth Porter – violoncello in When I Was Wild

### Crediti
- Amir Amor – registrazione e produzione
- Dan Austin – ingegneria acustica, missaggio
- Ben Humphreys – assistente
- Peter Maher – masterizzazione
- Gil Norton – produttore discografico